# 30 (Adele)
30 è il quarto album in studio della cantautrice britannica Adele, pubblicato il 19 novembre 2021 dalla Columbia e Melted Stone.

## Accoglienza
| Recensione           | Giudizio |
| -------------------- | -------- |
| AllMusic             |          |
| Clash                | 8/10     |
| DIY                  |          |
| NME                  |          |
| Rolling Stone        |          |
| The Daily Telegraph  |          |
| The Guardian         |          |
| The Independent      |          |
| The Line of Best Fit | 8/10     |
| The Times            |          |

30 ha ottenuto il plauso da parte dei critici musicali. Su Metacritic, sito che assegna un punteggio normalizzato su 100 in base a critiche selezionate, l'album ha ottenuto un punteggio medio di 88 basato su ventitré recensioni.

## Tracce
Testi e musiche di Adele Adkins e Greg Kurstin, eccetto dove indicato.
1. Strangers by Nature – 3:02 (Adele Adkins, Ludwig Göransson)
2. Easy on Me – 3:44
3. My Little Love – 6:29
4. Cry Your Heart Out – 4:15
5. Oh My God – 3:45
6. Can I Get It – 3:30 (Adele Adkins, Max Martin, Karl Johan Schuster)
7. I Drink Wine – 6:16
8. All Night Parking (con Erroll Garner) – 2:41 (Adele Adkins, Erroll Garner)
9. Woman like Me – 5:00 (Adele Adkins, Dean Wynton Josiah Cover)
10. Hold On – 6:06 (Adele Adkins, Dean Wynton Josiah Cover)
11. To Be Loved – 6:43 (Adele Adkins, Tobias Jesso Jr.)
12. Love Is a Game – 6:43 (Adele Adkins, Dean Wynton Josiah Cover)

Tracce bonus nella versione Target
1. Wild Wild West – 3:46 (Adele Adkins, Ludwig Göransson)
2. Can't Be Together – 4:17
3. Easy on Me (con Chris Stapleton) – 3:44

Note
- All Night Parking contiene elementi tratti da Finding Parking di Joey Pecoraro, che a sua volta contiene elementi tratti dalla versione live di No More Shadows di Erroll Garner.

## Formazione
Musicisti
- Adele – voce, cori (traccia 3), tamburello (traccia 5), battito delle mani (tracce 6 e 12)
- Ludwig Göransson – basso, tastiere, melodica, pianoforte, sintetizzatore (traccia 1)
- David Richard Campbell – archi (tracce 1, 3, 7, 10, 12-15)
- Serena Göransson – archi (traccia 1)
- Greg Kurstin – basso, pianoforte (tracce 2–5, 7), drum machine (traccia 2), melodica (tracce 3, 4 e 7), steel guitar (traccia 3), battito delle mani (tracce 4 e 5), chitarra (traccia 4), organo (tracce 4, 5 e 7), batteria, tastiere, percussioni (tracce 5 e 7), sintetizzatore (traccia 7)
- Angelo Adkins – cori (traccia 3)
- Chris Dave – batteria (tracce 3–5, 9), percussioni (tracce 3, 9 e 12), bongo, vibraslap (traccia 4)
- Max Martin –  cori, tastiere, pianoforte, programmazione, fischi (traccia 6)
- Karl Johan Schuster – basso, battito delle mani, batteria, chitarra, tastiere, percussioni, programmazione (traccia 6)
- Joey Pecoraro – batteria, pianoforte addizionale, tromba, violino (traccia 8)
- Erroll Garner – pianoforte (traccia 8)
- Dean Wynton Josiah Cover – basso, chitarra (tracce 9, 10 e 12), batteria, organo, percussioni, pianoforte (tracce 10 e 12), battito delle mani (traccia 12)
- Tobias Jesso Jr. – pianoforte (traccia 11)

Produzione
- Randy Merrill – mastering
- Matt Scatchell – missaggio (eccetto traccia 6)
- Tom Elmhirst – missaggio (eccetto traccia 6)
- Șerban Ghenea – missaggio (traccia 6)
- John Hanes – missaggio (traccia 6)
- Riley Mackin – fonico (traccia 1)
- Steve Churchyard – fonico (tracce 1, 3, 7, 10, 12-15)
- Alex Pasco – fonico (tracce 2–5, 7)
- Greg Kurstin – fonico (tracce 2–5, 7, 14, 15), vocal engineering (traccia 8)
- Julian Burg – fonico (tracce 2–5, 7, 14, 15), vocal engineering (traccia 8)
- Lasse Mårtén – fonico (traccia 6)
- Michael Ilbert – fonico (traccia 6)
- Sam Holland – fonico (traccia 6)
- Inflo – fonico (tracce 9, 10, 12)
- Matt Dyson – fonico (tracce 9, 12)
- Todd Monfalcone – fonico (traccia 9)
- Tom Campbell – fonico (traccia 10)
- Ivan Wayman – fonico (traccia 11)
- Shawn Everett – fonico (traccia 11)
- Ryan Lytle – fonico (traccia 12), assistente di studio (traccia 9)
- Bryce Bordone – assistente di studio (tracce 5, 6)
- Brian Rajaratnam – assistente di studio (traccia 10)

## Successo commerciale
Il 29 ottobre 2021, tre settimane prima dalla sua uscita, 30 ha stabilito il record di album con più pre-ordini richiesti in un singolo giorno su Apple Music, precedentemente detenuto da Happier than Ever di Billie Eilish. In meno di due mesi è divenuto l'LP con la maggior quantità di unità accumulate, così come quello più venduto in termini di vendite pure e quello più popolare in vinile dell'intero anno, l’album ha venduto oltre 5 milioni di copie.
Negli Stati Uniti 30 ha raggiunto le 500 000 copie fisiche e digitali vendute durante i primi tre giorni di disponibilità, diventando il disco più venduto dell'anno nel paese. Ha debuttato in vetta alla Billboard 200 con 839 000 unità totalizzate in una settimana, diventando il terzo album numero uno di Adele in suolo statunitense. Del totale, 487 000 sono copie fisiche (378 000 CD, 108 000 vinili e 2 000 audiocassette) e 285 000 sono download digitali, per un totale di 692 000 copie acquistate. Le restanti vendite risultano da 185,39 milioni di riproduzioni in streaming e circa 60 000 vendite digitali dei singoli brani, che costituiscono rispettivamente 141 000 e 6 000 unità di vendita. Pure in Canada si è posto al vertice della classifica LP, superando le 70 000 unità nella sua prima settimana di disponibilità, alle quali se ne sono aggiunte altrettante 102 000 (di cui 114 000 pure) nel restante 2021.
Nel Regno Unito 30 ha registrato 167 000 unità vendute nei suoi primi tre giorni di disponibilità, che sono salite a 261 856 al conclundersi della settimana, un numero maggiore delle vendite totali registrate dal resto della top twenty. È stato il maggior debutto in oltre quattro anni e mezzo da ÷ di Ed Sheeran ed è diventato il quarto album numero uno per la cantante in madrepatria. Il disco ha venduto circa 175 000 copie fisiche (di cui 16 700 vinili) e le sue tracce hanno totalizzato 55,7 milioni di riproduzioni in streaming.
In Giappone l'album ha debuttato al 5º posto nella classifica Oricon relativa alle vendite fisiche, con 8 090 copie acquistate nei suoi primi tre giorni di disponibilità. È entrato alla medesima posizione anche nella classifica generale che include, oltre alle copie fisiche, vendite digitali e riproduzioni in streaming, con un totale di 11 431 unità totalizzate.

## Classifiche

### Classifiche settimanali
| Classifica (2021) | Posizione massima |
| ----------------- | ----------------- |
| Australia         | 1                 |
| Austria           | 1                 |
| Belgio (Fiandre)  | 1                 |
| Belgio (Vallonia) | 2                 |
| Canada            | 1                 |
| Corea del Sud     | 68                |
| Croazia           | 1                 |
| Danimarca         | 1                 |
| Finlandia         | 1                 |
| Francia           | 1                 |
| Germania          | 1                 |
| Giappone          | 5                 |
| Grecia            | 1                 |
| Irlanda           | 1                 |
| Islanda           | 1                 |
| Italia            | 2                 |
| Lituania          | 1                 |
| Norvegia          | 1                 |
| Nuova Zelanda     | 1                 |
| Paesi Bassi       | 1                 |
| Polonia           | 1                 |
| Portogallo        | 1                 |
| Regno Unito       | 1                 |
| Repubblica Ceca   | 2                 |
| Slovacchia        | 2                 |
| Spagna            | 1                 |
| Stati Uniti       | 1                 |
| Svezia            | 1                 |
| Svizzera          | 1                 |
| Ungheria          | 4                 |

### Classifiche di fine anno
| Classifica (2021) | Posizione |
| ----------------- | --------- |
| Australia         | 2         |
| Austria           | 5         |
| Belgio (Fiandre)  | 2         |
| Belgio (Vallonia) | 6         |
| Danimarca         | 47        |
| Francia           | 6         |
| Germania          | 7         |
| Irlanda           | 3         |
| Islanda           | 24        |
| Italia            | 40        |
| Norvegia          | 23        |
| Nuova Zelanda     | 2         |
| Paesi Bassi       | 1         |
| Polonia           | 7         |
| Portogallo        | 3         |
| Regno Unito       | 1         |
| Slovacchia        | 5         |
| Spagna            | 15        |
| Svezia            | 19        |
| Svizzera          | 2         |
| Ungheria          | 39        |
| Classifica (2022) | Posizione |
| Australia         | 13        |
| Austria           | 41        |
| Belgio (Fiandre)  | 7         |
| Belgio (Vallonia) | 15        |
| Danimarca         | 33        |
| Francia           | 38        |
| Germania          | 10        |
| Islanda           | 19        |
| Italia            | 59        |
| Lituania          | 12        |
| Norvegia          | 8         |
| Nuova Zelanda     | 13        |
| Paesi Bassi       | 4         |
| Polonia           | 39        |
| Regno Unito       | 14        |
| Spagna            | 34        |
| Svezia            | 10        |
| Svizzera          | 7         |
| Classifica (2023) | Posizione |
| Islanda           | 74        |
| Portogallo        | 84        |